# Huaiyang (Zhoukou)
Huaiyang (淮阳县,  Huáiyáng Xiàn) ist ein Kreis in der chinesischen Provinz Henan, der zum Verwaltungsgebiet der bezirksfreien Stadt Zhoukou gehört. Huaiyang hat eine Fläche von 1.467 km² und zählt 1,36 Mio. Einwohner.
Die Stätte der alten Stadt Pingliangtai (Pingliangtai gucheng yizhi 平粮台古城遗址) und das Taihao Fuxi-Mausoleum (Taihao ling miao 太昊陵庙) stehen seit 1988 bzw. 1996 auf der Liste der Denkmäler der Volksrepublik China.